# Big Mami
Alejandra Montes Luna (Ciudad de México, 25 de diciembre de 1989) es una luchadora profesional mexicana, conocida por el nombre de ring Big Mami. Actualmente trabaja con Lucha Libre AAA Worldwide (AAA). Es una ex-Campeona Mundial en Parejas Mixta de AAA con Niño Hamburguesa.

## Carrera en la lucha libre profesional

### Circuito independiente (2006-2016)
Luna hizo su debut en el circuito independiente bajo el nombre de Big Mama, haciendo equipo con Super Nina, derrotaron a Cat Killer & El Rebelde. Con el paso del tiempo, Mama luchó en otras promociones independientes como Reyes del Ring, International Wrestling League, Universal Wrestling Entertainment, entre otras.
El 15 de febrero de 2013, Mama tuvo una lucha en el Fusion Ichiban Silver Astro Benefit Show para el Campeonato Femenino de Fusion Ichiban Kawai, que fue ganado por Ludark Shaitan. A mediados de 2015, Mama ganó su primer campeonato en su carrera, luego de derrotar a India Mazahua y Lady Maravilla coronándose como Campeona Femenil de HUMO. El 26 de julio en la función de Promociones HUMO Female Stars, Mamá perdió su título ante su rival Lady Maravilla.

### Lucha Libre AAA Worldwide (2016-presente)
A mediados de 2016, Mami comenzó a aparecer en Lucha Libre AAA Worldwide (AAA) para algunos eventos, con su nuevo nombre en el ring como Big Mami. El 2 de octubre de 2016 en Héroes Inmortales X, Mami compitió por la Copa Antonio Peña siendo la primera mujer en participar en este combate, junto a Lady Shani y al final fue ganada por Pimpinela Escarlata. El 19 de marzo de 2017 en Rey de Reyes, Mami compitió por la oportunidad por el Campeonato Reina de Reinas de AAA, fue derrotada Ayako Hamada. El 19 de junio en Nuevo Laredo, Mami compitió con Niño Hamburguesa por el Campeonato Mundial en Parejas Mixto de AAA derrotando a Venom y Lady Shani para ganar el título. El 31 de mayo de 2018, en Pachuca, Mami junto con Niño Hamburguesa tuvieron su primera defensa derrotando a Villano III Jr. & La Hiedra. Su segunda defensa se llevó a cabo el 25 de agosto en Triplemanía XXVI donde derrotaron a Dinastía & Lady Maravilla, El Hijo del Vikingo & Vanilla Vargas y Angelikal & La Hiedra. Su tercera defensa tuvo lugar el 16 de marzo en Rey de Reyes quien derrotó a Maravilla y Villano III Jr., donde comenzó un feudo entre Maravilla y Mami. El 3 de agosto de 2019 en Triplemanía XXVII, Hamburguesa y Mami perdieron sus títulos ante Maravilla y Villano, donde fue una lucha por equipos a cuatro bandas, que también incluyó a los equipos de Australian Suicide & Vanilla y Sammy Guevara & Scarlett Bordeaux en su cuarta defensa, poniendo fin a su reinado de 775 días, siendo el segundo reinado más largo del campeonato.

## Campeonatos y logros
- Lucha Libre AAA Worldwide
  - Campeonato Mundial en Parejas Mixto de AAA (1 vez) - con Niño Hamburguesa [9]
- Promociones HUMO
  - Campeonato Femenil de HUMO (1 vez)

## Luchas de Apuestas
| Ganador (apuesta)    | Perdedor (apuesta)         | Ubicación                         | Evento            | Fecha                   | Notas  |
| -------------------- | -------------------------- | --------------------------------- | ----------------- | ----------------------- | ------ |
| Big Mami (cabellera) | Lady Maravilla (cabellera) | Ciudad Madero, Tamaulipas, México | Guerra de Titanes | 14 de diciembre de 2019 | [ 10 ] |